# 660
660 (DCLX) var ett skottår som började en onsdag i den julianska kalendern.

## Händelser

### Okänt datum
- Umayyaderna tar makten i Bagdad.
- Childeric II utropas till kung av Austrasien.
- Swithelm av Essex efterträder Sigeberht II av Essex som kung av Essex.
- Riket Baekje i sydvästra Korea besegras av en allians bestående av Tangriket och Silla, ledd av general Su Dingfang, general Kim Yu-shin och Kim Beopmin.

## Födda
- Acca av Hexham, biskop av Hexham.
- Yamanoue no Okura, japansk poet.
- Gemmei, regerande kejsarinna av Japan.

## Avlidna
- General Ge-Baek av Baekje.